# كاتوبيري

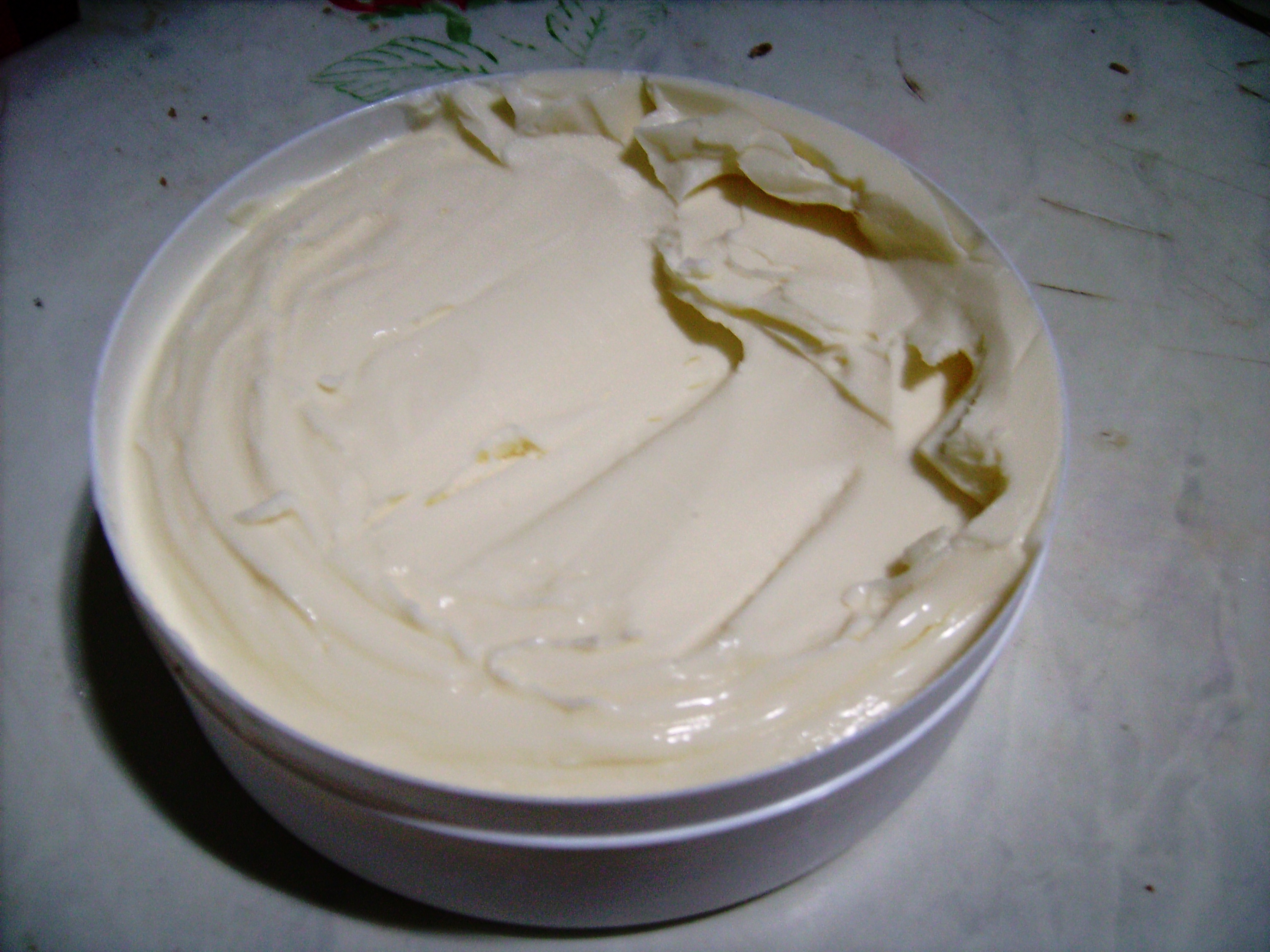

كاتوبيري Catupiry (اللفظ البرتغالي:[katupiˈɾi]) هو أحد أشهر أصناف الجبنة الكريمية في البرازيل. استحدثت من قبل المهاجر الإيطالي "ماريو سيلفيستريني" في ولاية ميناس جرايس في العام 1911. اشتق الاسم من الكلمة التوبية بمعنى "ممتاز".
بسبب اتصاف الكاتوبيري بالطراوة و اعتدال مذاقها يمكن دهنها على الخبز. و أصبحت مكونًا شائعًا في مختلف الأطباق بسبب حموضتها المنخفضة.
كاتوبيري، أيضا "الجبنة المحاكِية أو المُقَلّدة"، مكون شائع في الأطباق البرازيلية تحديدا كحشوة للبيتزا، الكوشينيا أو باو دجي كايجو.

## انواعه
حاليا توجد أربع مصانع للكاتوبيري، اثنان في ساو باولو في بلدتي بيبيدورو وسانتا في دو سول، و الباقي في بلدة دوفرلانديا في غوياس، و في بلدة سانتا فيتوريا في ميناس جرايس.

## ادارة الشركة
الشركة تدار من قبل ست عائلات جميعهم ورثة من عائلة "سيلفيستريني". الشركة تعود بدخل سنوي مقداره 600 مليون  R$ و تمثل في خمس دول من ضمنها اليابان ، الولايات المتحدة الأمريكية وكندا.